# Rolando Laguarda Trías
Pour les articles homonymes, voir Laguarda et Trias (homonymie).
Rolando Laguarda Trías est un historien et écrivain uruguayen né le 19 novembre 1902 à Montevideo et décédé le 9 septembre 1998 dans la même ville. Il est reconnu internationalement pour son travail dans les domaines de la géographie, de la cartographie, de l'histoire militaire, de la lexicographie et de l'étymologie.

## Principales œuvres
- 1958 : El enigma del viajero Acarette du Biscay
- 1964 : La expedicíon de Cristóbal Jacques al Río de la Plata en 1521
- 1969 : Afronegrismos rioplatenses
- 1973 : El predescubrimiento del Río de la Plata por la expedición portuguesa de 1511-1512
- 1974 : Bases para un glosario de términos geográficos del Uruguay
- 1974 : El enigma de las latitudes de Colón (Cuadernos colombinos, 4.)
- 1983 : El Hallazgo del Río de la Plata por Amerigo Vespucci en 1502
- 1983 : Nave española descubre las islas Malvinas en 1520
- 1991 : Apuntes sobre ingenieros militares españoles en la Banda Oriental
- 1997 : Tripulantes, dotaciones y latitudes de la expedición Magallanes Elcano
- 1999 : Introducción a la cartografía portulana